# إريك غوتييريس
إريك غوتييريس (بالإسبانية: Érick Gutiérrez) (و. 1995  م) هو لاعب كرة قدم مكسيكي، شارك في كرة القدم في الألعاب الأولمبية الصيفية 2016، وكأس العالم 2018، مركز لعبه هو لاعب وسط.

## روابط خارجية
- إريك غوتييريس على موقع الاتحاد الدولي (مؤرشف)  (الإنجليزية)
- إريك غوتييريس على موقع قاعدة بيانات كرة القدم.إي يو (الإنجليزية)
- إريك غوتييريس على موقع ناشيونال فوتبول تيمز (الإنجليزية)
- إريك غوتييريس على موقع Soccerway.com (الإنجليزية)
- إريك غوتييريس على موقع عالم كرة القدم.نت (الإنجليزية)
- إريك غوتييريس على موقع اللجنة الأولمبية الدولية (الإنجليزية)
- إريك غوتييريس على موقع أوليمبيديا (الإنجليزية)
- إريك غوتييريس على موقع AS.com (الإسبانية)